# Puchar Australii i Nowej Zelandii w narciarstwie alpejskim kobiet 2023
Puchar Australii i Nowej Zelandii w narciarstwie alpejskim kobiet w sezonie 2023 – zawody rozgrywane pod patronatem Międzynarodowej Federacji Narciarskiej (FIS) w lecie 2023 roku. Puchar rozpoczął się 28 sierpnia 2023 r. w nowozelandzkim Coronet Peak zawodami w slalomie gigancie, zaś ostatnie zawody tej edycji zostały rozegrane 2 września tego samego roku w tym samym ośrodku narciarskim, a ostateczną zdobywczynię pucharu wyłoniła rywalizacja w slalomie.
Triumfu w klasyfikacji generalnej z poprzedniego sezonu broniła Amerykanka Ava Sunshine. Tym razem najlepsza okazała się jej rodaczka AJ Hurt.

## Podium zawodów
| Lp. | Data             | Miejscowość  | Konkurencja | 1. miejsce   | 2. miejsce             | 3. miejsce              |
| --- | ---------------- | ------------ | ----------- | ------------ | ---------------------- | ----------------------- |
|     | 27 sierpnia 2023 | Coronet Peak | Supergigant | Odwołano     | Odwołano               | Odwołano                |
|     | 27 sierpnia 2023 | Coronet Peak | Supergigant | Odwołano     | Odwołano               | Odwołano                |
| 1.  | 28 sierpnia 2023 | Coronet Peak | Gigant      | AJ Hurt      | Alice Robinson         | Nina O’Brien            |
| 2.  | 29 sierpnia 2023 | Coronet Peak | Gigant      | Ava Sunshine | Alice Robinson         | AJ Hurt                 |
| 3.  | 31 sierpnia 2023 | Coronet Peak | Slalom      | AJ Hurt      | Ava Sunshine           | Valentina Pfurtscheller |
| 4.  | 2 września 2023  | Coronet Peak | Slalom      | Nina Astner  | Valentina Rings-Wanner | Maria Niederndorfer     |
|     | 4 września 2023  | Mount Hotham | Gigant      | Odwołano     | Odwołano               | Odwołano                |
|     | 5 września 2023  | Mount Hotham | Gigant      | Odwołano     | Odwołano               | Odwołano                |
|     | 6 września 2023  | Mount Hotham | Slalom      | Odwołano     | Odwołano               | Odwołano                |
|     | 7 września 2023  | Mount Hotham | Slalom      | Odwołano     | Odwołano               | Odwołano                |

## Klasyfikacje
| Lp. | Zawodniczka             | Punkty |
| --- | ----------------------- | ------ |
| 1.  | AJ Hurt                 | 260    |
| 2.  | Ava Sunshine            | 230    |
| 3.  | Valentina Rings-Wanner  | 189    |
| 4.  | Alice Robinson          | 160    |
| 5.  | Nina Astner             | 158    |
| 6.  | Valentina Pfurtscheller | 112    |
| 7.  | Nina O’Brien            | 110    |
| 8.  | Nora Brand              | 100    |
| 8.  | Mikayla Smyth           | 100    |
| 10. | Sammie Gaul             | 92     |

| Lp. | Zawodniczka             | Punkty |
| --- | ----------------------- | ------ |
| 1.  | AJ Hurt                 | 160    |
| 2.  | Alice Robinson          | 160    |
| 3.  | Ava Sunshine            | 150    |
| 4.  | Nina O’Brien            | 110    |
| 5.  | Valentina Rings-Wanner  | 69     |
| 6.  | Natalie Falch           | 58     |
| 7.  | Valentina Pfurtscheller | 52     |
| 8.  | Madison Hoffman         | 45     |
| 8.  | Adriana Jelínková       | 45     |
| 10. | Romy Ertl               | 44     |

| Lp. | Zawodniczka             | Punkty |
| --- | ----------------------- | ------ |
| 1.  | Nina Astner             | 122    |
| 2.  | Valentina Rings-Wanner  | 120    |
| 3.  | AJ Hurt                 | 100    |
| 4.  | Nora Brand              | 100    |
| 5.  | Ava Sunshine            | 80     |
| 6.  | Mikayla Smyth           | 74     |
| 7.  | Valentina Pfurtscheller | 60     |
| 7.  | Maria Niederndorfer     | 60     |
| 9.  | Sammie Gaul             | 56     |
| 10. | Honor Bartlett          | 49     |